# Składy najlepszych zawodniczek I ligi polskiej w koszykówce kobiet
Składy najlepszych zawodniczek I ligi polskiej w koszykówce kobiet – umowne składy najlepszych zawodniczek I ligi koszykówki żeńskiej w Polsce, reprezentującej II poziom rozgrywkowy w kraju. Wyróżnienia są przyznawane corocznie od sezonu 2015/2016 najlepszym zawodniczkom poszczególnych grup I ligi żeńskiej. Wyboru dokonują trenerzy drużyn I ligi. Według regulaminu trenerzy nie mogą głosować na trenowane przez siebie zawodniczki.
W 2018 MVP sezonu regularnego grupy A została Olivia Szumełda-Krzycka z Panattoni Europe Lidera Pruszków. Mimo tego nie znalazła się w składzie najlepszych zawodniczek swojej grupy. Taka sama sytuacja miała miejsce w grupie B, gdzie najlepszą zawodniczką fazy zasadniczej została wybrana Agnieszka Krzywoń z AZS Politechniki Korony Kraków, która także nie znalazła się w składzie najlepszych koszykarek. Kolejna tego typu sytuacja miała miejsce w sezonie 2021/2022, gdzie MVP grupy A została Marzena Marciniak.
pogrubienie – oznacza MVP sezonu regularnego
| Sezon     | Grupa A | Grupa B |
| --------- | --- | --- |
| 2015/2016 | Anna Kuncewicz-Dąbek (PTS Lider Pruszków) Paulina Kuras (AZS Uniwersytet Gdański) Lucyna Kotonowicz (Mon-Pol Płock) Magdalena Kruszyńska (AZS Uniwersytet Warszawski) Magdalena Grzelak (Grot Alles Pabianice)                                   | Alicja Bednarek (ŁKS SMS Łódź) Katarzyna Motyl (TS Ostrovia Ostrów Wielkopolski) Agnieszka Krzywoń (AZS Politechnika Korona Kraków) Klaudia Sosnowska (ŁKS SMS Łódź) Weronika Telenga(UKS Basket SMS Aleksandrów Łódzki)             |
| 2016/2017 | Paulina Kuras (AZS Uniwersytet Gdański) Anna Makurat (SMS PZKosz Łomianki) Joanna Markiewicz (KKS Olsztyn) Jowita Ossowska (AZS Uniwersytet Warszawski) Jastina Kosalewicz (AZS Uniwersytet Gdański)                                             | Żaneta Durak (Pomarańczarnia MUKS Poznań) Kinga Woźniak (Enea AZS Poznań) Agnieszka Krzywoń (AZS Politechnika Korona Kraków) Katarzyna Bednarczyk (Pomarańczarnia MUKS Poznań) Daria Marciniak (Enea AZS Poznań)                     |
| 2017/2018 | Anna Pawłowska (AZS Uniwersytet Warszawski) Lucyna Kotonowicz (Mon-Pol Płock) Joanna Markiewicz (KKS Olsztyn) Julia Niełacna (SMS PZKosz Łomianki) Ewelina Jackowska (MPKK Sokołów SA Sokołów Podlaski)                                          | Alicja Grabska (AZS Politechnika Korona Kraków) Iwona Szarzyńska (Pomarańczarnia MUKS Poznań) Natalia Gwizdała (ŁKS SMS Łódź) Martyna Stelmach (MUKS Chrobry Basket Głuchołazy) Weronika Telenga (UKS Basket SMS Aleksandrów Łódzki) |
| 2018/2019 | Klaudia Sosnowska (Panattoni Europe Lider Pruszków) Paulina Kuras (AZS Uniwersytet Gdański) Karina Szczurewska (AZS Uniwersytet Gdański) Anna Kuncewicz-Dąbek (SKK Polonia Warszawa) Martyna Leszczyńska (UKS Basket SMS Aleksandrów Łódzki)     | Martyna Stasiuk (KS JAS-FBG Zagłębie Sosnowiec) Aleksandra Dziwińska (KS JAS-FBG Zagłębie Sosnowiec) Patrycja Klatt (MUKS Poznań) Marta Wdowiuk (MUKS Poznań) Weronika Telenga (KS JAS-FBG Zagłębie Sosnowiec)                       |
| 2019/2020 | Karolina Olszewska (SKK Polonia Warszawa) Olivia Szumełda-Krzycka (MKS Pruszków) Klaudia Sosnowska (SKK Polonia Warszawa) Magdalena Parysek-Bochniak (MKS Pruszków) Anna Wińkowska (Arka II Gdynia)                                              | Aleksandra Wojtala (CTL Zagłębie Sosnowiec) Martyna Jasiulewicz (CTL Zagłębie Sosnowiec) Aleksandra Zięmborska (MUKS Poznań) Martyna Stasiuk (CTL Zagłębie Sosnowiec) Liliana Banaszak (Enea AZS II Poznań)                          |
| 2020/2021 | Anna Pawłowska (SKK Polonia Warszawa) Katarzyna Jaworska (MPKK Sokołów S.A. Sokołów Podlaski) Klaudia Sosnowska (SKK Polonia Warszawa) Magdalena Parysek-Bochniak (Top Market MKS Pruszków) Joanna Chełchowska (KKS Olsztyn)                     | Aleksandra Zięmborska (MUKS Poznań) Iga Walentowska (Pompax Tęcza Leszno) Weronika Woźniak (MUKS Poznań) Natalia Popiół (AZS Politechnika Korona Kraków) Magdalena Grzelak (Grot Lauer Pabianice)                                    |
| 2021/2022 | Dominika Ullmann (AZS Politechnika Gdańsk) Agata Stępień (AZS Uniwersytet Gdański) Magdalena Parysek-Bochniak (Iodica TopMarket MKS Pruszków) Joanna Chełchowska (KKS Agapit Olsztyn) Jastina Kosalewicz (AZS Uniwersytet Gdański)               | Weronika Papiernik (MUKS Poznań) Iga Walentowska (Pompax Tęcza Leszno) Magdalena Wojdalska (Lider Swarzędz) Ewelina Gala (Widzew Łódź) Martyna Stasiuk (Wisła CanPack Kraków)                                                        |
| 2022/2023 | Dominika Ullmann (AZS Szkoła Gortata Politechnika Gdańsk) Natalia Danych (Grot F&F Automatyka Pabianice) Marta Marcinkowska (GTK Gdynia) Magdalena Grzelak (Grot F&F Automatyka Pabianice) Jastina Kosalewicz (MPKK Sokołów SA Sokołów Podlaski) | Aleksandra Mielnicka (PZU Ślęza II MOS Wrocław) Martyna Jasiulewicz (Wisła CanPack Kraków) Martyna Koc (isands Wichoś Jelenia Góra) Anna Krawiec (Contimax MOSiR Bochnia) Martyna Stasiuk (Wisła CanPack Kraków)                     |
| 2023/2024 | Kinga Dzierbicka (MPKK Sokołów SA Sokołów Podlaski) Agata Stępień (MPKK Sokołów SA Sokołów Podlaski) Patrycja Kaczor (Mon-Pol Płock) Karolina Ułan (GTK VBW Gdynia) Jastina Kosalewicz (MPKK Sokołów SA Sokołów Podlaski)                        | Paulina Majda (AZS Politechnika Korona Kraków) Weronika Woźniak (AZS Politechnika Korona Kraków) Marta Dymała (MUKS Poznań) Klaudia Keller (RMKS Xbest Rybnik) Martyna Stasiuk (Wisła Orlen Południe Kraków)                         |